# Johan Rode
Johan Rode, o Rhode, latinizzato come Johannes Rhodius e italianizzato come Giovanni Rodio (Copenaghen, 1587 – Padova, 24 febbraio 1659), è stato un medico e umanista danese che operò principalmente in Italia.

## Biografia
Johan Rode nacque nel 1587 a Copenaghen, figlio del mercante e armatore Helmer Rode; frequentò il liceo a Herlufsholm.
Nel 1607/1608 compì un viaggio in Inghilterra e Scozia; a Londra conobbe il poeta medico Raphael Thorius. Trascorse l'anno accademico 1610/1611 presso l'Università di Copenaghen; qui fece amicizia con Ole Worm, con cui rimase in costante corrispondenza. Dal semestre invernale 1611/12 s'iscrisse all'Università di Wittenberg. Nel febbraio 1612 era il rispondente di una disputa di Sigismondo Evenio. Nel 1614 si recò all'Università di Marburgo, dove si laureò in medicina, nel 1616 all'Università di Gießen, nel 1618 all'Università di Basilea e nel 1619 all'Università di Heidelberg. Dal 1620 al 1622 esercitò la professione di medico a Copenaghen.

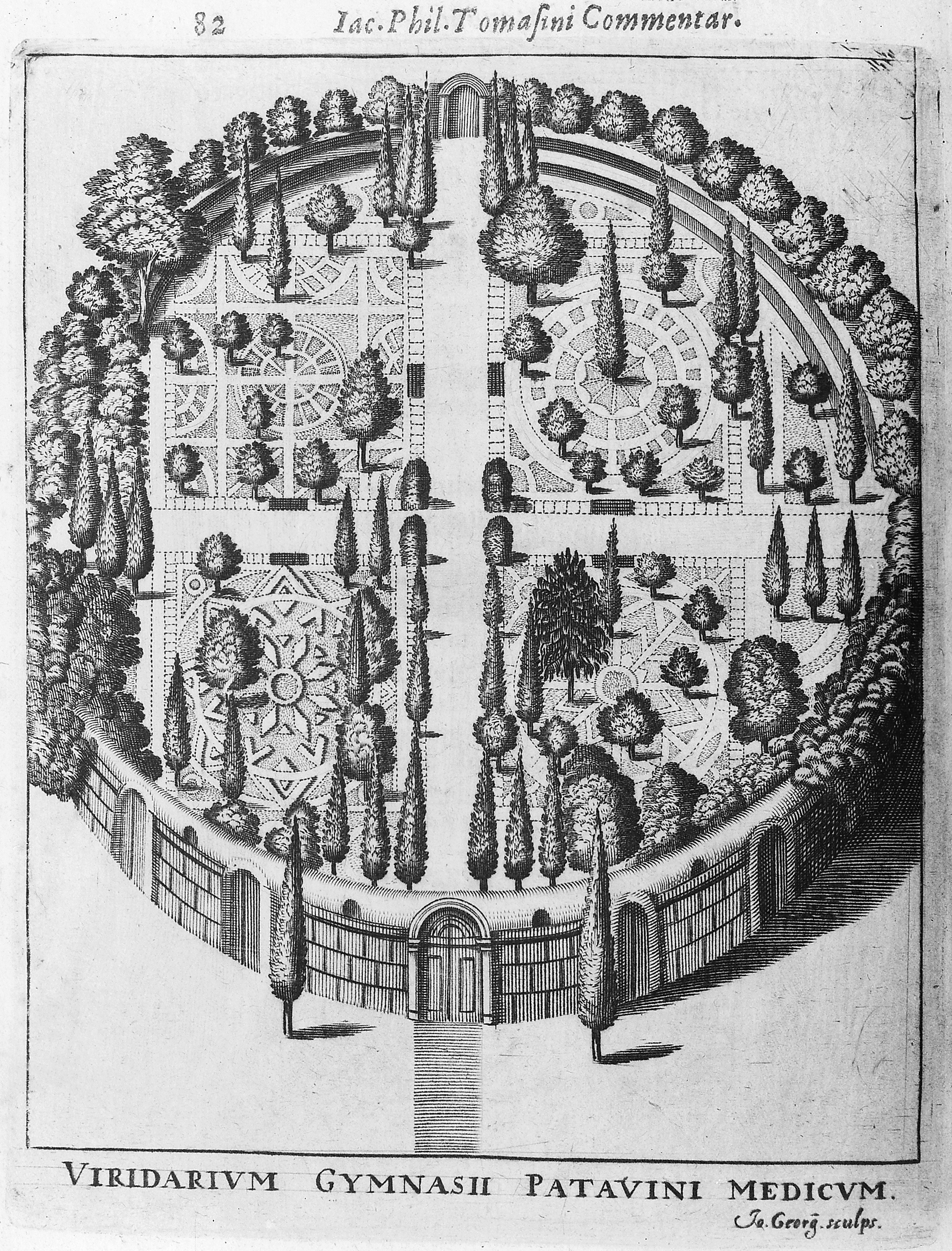
Illustrazione dell'Orto botanico di Padova

Nel 1622 si trasferì all'Università di Padova per il dottorato. Nel 1623 rivestì la carica di Consiliarius della nazione germanica presso l'università, alla quale erano aggregati anche i membri scandinavi. Nel 1625 lavorò per breve tempo a Siena, dopodiché tornò stabilmente a Padova, che divenne la sua seconda patria. Sopravvissuto alla peste che imperversò nel 1630 e tenne chiusa l'università per due anni, gli fu offerta una cattedra di botanica nel 1632, abbinata alla gestione dell'orto botanico patavino; Rode tuttavia rifiutò e rimase Practicus.
La casa di Rode a Padova divenne un centro di attrazione per studenti danesi e altri studenti stranieri. Mantenne una rete europea di amici e corrispondenti. Solo di lui sono sopravvissute 28 lettere ad Athanasius Kircher.
Consigliato da Gabriel Naudé e beneficiando della sua vicinanza alla metropoli della stampa e del commercio librario di Venezia, costituì un'importante biblioteca privata. Nel 1631 elaborò un progetto per la costruzione di una biblioteca pubblica a Padova e fu tra i fondatori della biblioteca universitaria. Nel 1634 divenne membro dell'Accademia dei Ricovrati, nella quale ebbe più volte la carica di censore. Nel 1640 rifiutò la cattedra di fisica a Copenhagen.
Rode scrisse istruzioni per lo studio della medicina con ampi riferimenti bibliografici, che inizialmente furono riprodotti solo localmente e furono resi noti a un vasto pubblico solo dopo la sua morte da Thomas Bartholin ed Hermann Conring. Nei suoi scritti medico-storici rese accessibili agli studenti del suo tempo il De medicina di Aulo Cornelio Celso e il ricettario di Scribonio Largo con un commento esplicativo.
Rose rimase celibe e morì nel 1659 a Padova, venendo sepolto nella Chiesa di San Francesco Grande.

## Eredità
La biblioteca privata di Rode fu ereditata da suo nipote, il professore di Copenaghen Thomas Bang (1600–1661). Fu messa all'asta nel 1662 insieme alla sua biblioteca postuma.
La maggior parte dei suoi manoscritti era pervenuta a Thomas Bartholin, che avrebbe dovuto pubblicarli; tuttavia gran parte, compresa l'edizione di Rode del De medicina di Celso, già pronta per la stampa, bruciò assieme alla biblioteca di Bartholin in un incendio nel 1670.
Le antichità archeologiche da lui raccolte in Italia furono acquistate dal medico Thomas Fuiren (1616-1674) per la sua wunderkammer; attraverso la sua donazione testamentaria pervennero all'Università di Copenaghen, che le espose nella Domus anatomica.
L'album amicorum di Rode è conservato nella Biblioteca Reale di Copenhagen, così come bozze di lettere e due manoscritti.

## Opere
- De modestia et magnanimitate, Wittenberg, Henckel, 1612.
- Libellus de natura medicinæ, Padova, 1625, in-4°.
- Scribonii Largi compositiones medicae, Padova 1635.
- De acia dissertatio ad Cornel. Celsi mentem, qua simul universæ fibulæ ratio explicatur, Padova, 1639, in-4°.
- Observationum medicinalium centuriæ tres, Padova, 1657, in-8°; ristampato con la raccolta di Pierre Borel, Historiarum et observationum medico-physicarum centuriæ quatuor, Lipsia 1676 in-8°.
- Mantissa anatomica, Copenaghen, 1661, in-8°, al seguito degli ultimi due Centuries anatomiques di Thomas Bartholin.
- De artis medicæ exercitatione consilia tria, inserito da Thomas Bartholin in Cista medica, Copenaghen, 1662, in-8°, e ristampato con Introductio in universam artem medicam, da Hermann Conring, Helmstadt, 1687, in-4°.
- Catalogus LX auctorum supposititiorum quo scriptores anonymi et pseudonymi complures manifestantur, in testa al Theatrum anonymor di Vincent Placcius, Amburgo 1674.
- Observationes medicæ posteriores, in Acta medica Hafniensia, Copenaghen, 1677, in-4°.